# Jan Kryštof Voračický z Paběnic
Jan Kryštof Ignác Voračický z Paběnic, též Joannes Woracžicky (německy Johann Christoph Iganz Woracziczky von Babienitz, 2. března 1678, Tábor – 6. března 1723, Praha) byl český šlechtic z rodu Voračických z Paběnic, jezuita a teolog.

## Život a činnost
Narodil se jako syn Leopolda Viléma Voračického z Paběnic. Měl staršího bratra Leopolda Františka (* 1673).
Jan Kryštof vstoupil do řádu jezuitů. Od počátku 18. století působil jako profesor filosofie a teologie na pražské univerzitě a později se stal rektorem novoměstské koleje u sv. Ignáce.